# Monte Lera (Val Ceronda)
Il Monte Lera è una cresta rocciosa digradante dal monte Colombano delle Alpi Graie alta 1.368 m che si trova tra Val Casternone e Val Ceronda ed interessa i comuni di Val della Torre, Varisella e, in parte, Givoletto. Da non confondersi con la vetta omonima situata alla testata della Valle di Viù.

## Descrizione
Essendo una costa digradante dai 1550 m del Bal Masché alla quota di 1361 m, non ha una vetta univoca, piuttosto una serie di piccole alture sopraelevate di pochi metri rispetto alle immediate vicinanze.
Solitamente si fa riferimento ad un punto geodetico, altre volte si prende riferimento ad un altro punto dove è posta una piccola croce. Spesso ci si riferisce  anche ad un punto a quota 1361 dove è stata eretta una piccola edicola votiva.
Poco più in basso della cima, sempre sulla lunga costa ma con terreno meno roccioso, sorge la cappella dedicata alla Madonna della Neve i cui dintorni sono inclusi nella Riserva naturale della Madonna della Neve sul Monte Lera, l'unica area protetta di questo tipo del Piemonte, istituita nel 1984 per tutelare una stazione di Euphorbia gibelliana Peola, un raro endemismo vegetale. L'area ricade nell'Unione montana di comuni delle valli di Lanzo, Ceronda e Casternone.
La cresta, che costituisce il monte Lera è costituita da massi accatastati ed è caratterizzata da una fitta boscaglia dove prevalgono i cespugli di nocciolo.
Su una cima si trova il punto geodetico trigonometrico dell'IGM denominato Monte Lera (cod. 056255).

## Alpinismo
Essendo una costa del monte Colombano, il monte non ha una cima vera e propria, ed i massi che lo costituiscono non hanno alcuna valenza alpinistica di arrampicata.
Il Monte Lera è di interesse puramente escursionistico ed è raggiungibile da Givoletto, Val della Torre o dal colle Lunella passando dal Bal Masché.
La percorribilità è resa difficoltosa dal terreno costituito da massi di roccia peridotitica con frequenti cespugli spinosi ed in prevalenza noccioli. 

## Cartografia
- Cartografia ufficiale italiana dell'Istituto Geografico Militare (IGM) in scala 1:25.000 e 1:100.000, consultabile on line
- Istituto Geografico Centrale - Carta dei sentieri e dei rifugi scala 1:50.000 n. 17 - Torino Pinerolo e Bassa Val di Susa
- Fraternali editore - Carta dei sentieri e stradale scala 1:25.000 n.4 Bassa valle Susa Musinè val Sangone collina di Rivoli